# Uhorské
Uhorské – wieś (obec) na Słowacji położona w kraju bańskobystrzyckim, w powiecie Poltár. Pierwsze wzmianki o miejscowości pochodzą z roku 1435.
Według danych z dnia 31 grudnia 2012, wieś zamieszkiwało 557 osób, w tym 269 kobiet i 288 mężczyzn.
W 2001 roku rozkład populacji względem narodowości i przynależności etnicznej wyglądał następująco:
- Słowacy – 97,23%
- Czesi – 0,35%
- Romowie – 0,35%
- Węgrzy – 0,69%

Ze względu na wyznawaną religię struktura mieszkańców kształtowała się w 2001 roku następująco:
- Katolicy rzymscy – 58,41%
- Grekokatolicy – 0,52%
- Ewangelicy – 33,28%
- Ateiści – 5,89%
- Nie podano – 1,73%